# Massimo Wilde
Massimo Wilde (Sirmione, 22 maggio 1944 – Sirmione, 1º novembre 2017) è stato un politico italiano.

## Biografia
Di antica famiglia sirmionese, coniugato con due figli, negli anni 60 è stato campione di sci nautico. Diplomatosi geometra è stato agente di borsa "alle grida" nella Borsa di Milano nei primi anni 70, successivamente imprenditore edile in Nigeria. Rientrato nel 1980 ha aperto attività commerciali a Sirmione.
Ha aderito alla Lega Lombarda di Umberto Bossi nel 1989, tra i primi militanti del Lago di Garda. È stato segretario e fondatore della sezione di Sirmione. Nei primi anni 90 è stato tra i fondatori dell'A.L.I.A. (Associazione Liberi Imprenditori Autonomisti) nell'ambito della Lega Nord. Nel 1994 è stato candidato al Senato nel collegio del Garda nella lista Lega Nord-Forza Italia, venendo eletto senatore nella XII legislatura. Nel 1996 viene ricandidato dalla Lega Nord e viene eletto senatore nella XIII legislatura fino alla sua cessazione nel 2001. Dal 2001 al 2004 è collaboratore del Ministro della Giustizia Roberto Castelli.
Nel 2004 si candida a sindaco di Sirmione per la Lega Nord e diviene consigliere di minoranza fino al 2009. Nel 2009 è candidato nella lista PDL-LEGA NORD per le comunali venendo eletto e ricoprendo l'incarico di Vice Sindaco di Sirmione fino al 2014. Ricandidato risulta primo dei non eletti, rientra in consiglio nel 2016 a seguito di un ricorso che ha sancito la decadenza di due consiglieri e si colloca in opposizione al sindaco.
È deceduto in seguito ad una malattia incurabile.